# Jan Liberda
Jan Liberda (* 26. November 1936 in Beuthen; † 6. Februar 2020) war ein polnischer Fußballspieler.
Liberda begann 1949 seine Karriere bei seinem Heimatverein Polonia Bytom. Zwischen 1955 und 1971 brachte er es auf insgesamt 304 Spiele und 146 Tore bei Polonia Bytom. Er wurde zweimal Torschützenkönig, im Jahre 1959 mit 21 Toren und im Jahre 1962 mit 16 Toren, wo er auch polnischer Meister wurde. Liberda hält heute mit seinen 146 Treffern Position sieben in der ewigen Bestenliste der Torschützen in der ersten polnischen Liga. Beim International Football Cup 1963/64 erreichte er mit seiner Mannschaft das Finale, die dort aber Slovnaft Bratislava unterlag. Am 20. Mai 1959 bekam er seine erste Berufung in die polnische Fußballnationalmannschaft gegen Deutschland in Hamburg. Insgesamt kommt er auf 35 Spiele und acht Tore in der Nationalmannschaft.

## Erfolge
- 2 × Torschützenkönig der polnischen Liga
- 2 × polnischer Meister
- 4 × polnischer Vize-Meister
- 1 × polnischer Pokalfinalist
- 1 × IFC-Sieger 1965